# Fernandocrambus imitator
Fernandocrambus imitator là một loài bướm đêm trong họ Crambidae.